# 聚羟基丁酸酯
聚羟基丁酸酯（英語：polyhydroxybutyrate, PHB）是一种聚羥基烷酸酯（Polyhydroxyalkanoates, PHA），一种聚酯类聚合物，是感兴趣的生物衍生的和可生物降解塑料的聚合物。PHB的聚-3-羟基丁酸酯（P3HB）形式可能是最常见的聚羟基脂肪酸酯类型，但是这种类型的其它聚合物是由多种生物体所产生的：包括聚-4-羟基丁酸酯（P4HB），聚羟基戊酸酯（PHV） ，聚羟基己酸酯（PHH），聚羟基辛酸酯（PHO）及其共聚物。

## 热塑性塑料聚合物
现在，塑料和人工合成聚合物主要由烃为原料制得，难以降解而导致环境污染，它们被贮存、燃烧或回收再利用。PHB则可被用于制造可生物降解塑料。
然而，可以通过酵解(fermentation)PHB以生产塑料生产所需的乙醇，尽管这种可再生能源相对昂贵而很少被商业化利用。

聚（-“R”）-3-羟基丁酸酯（P3HB），一种“聚羟基链烷酸酯”

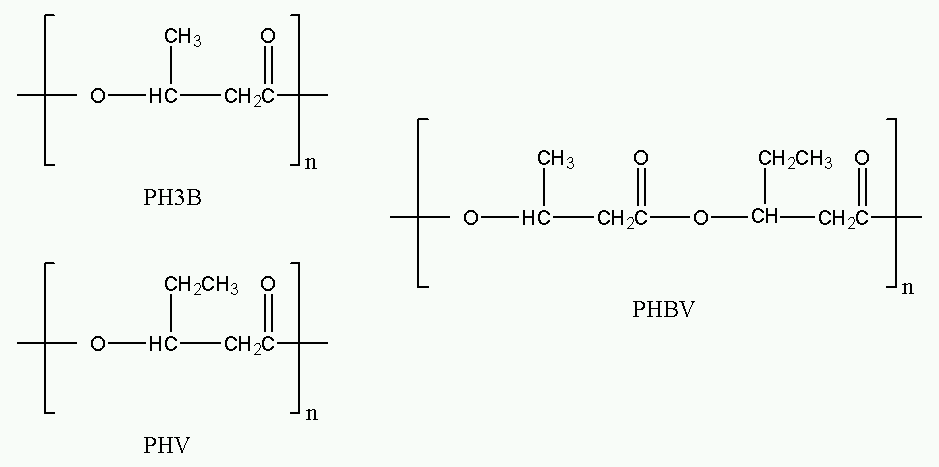
P3HB，PHV及其共聚物PHBV的化学结构

## 商业价值
1980年代，英国ICI公司开发了一种pilot plant阶段的材料。但当这种材料的成本(cost)明显过高时和性能不如聚丙烯时，ICI对其的兴趣便消退了。
2005年6月，一家美国公司Metabolix因开发并商业化了一种有成本效益的包括聚羟基丁酸酯（PHB）在内的聚羟基烷酸酯（PHA）通用制法，而获得了美国总统绿色化学挑战奖（小型企业类）。
Micromidas Inc.的研究小组的研究小组已开始利用城市污水中的细菌生产PHB。这项尝试显示了人类废弃物处理和可生物降解塑料生产的未来愿景。
Biopol正被作为体内缝合材料应用于医疗行业，这种材料无毒且可生物降解，所以当伤口愈合后无需被移除其制品。

## PHB的性质
- 不溶于水，相对耐水解降解。 这使PHB与目前大多数其他生物可分解塑膠（水溶性或湿度敏感）区分开来。
- 良好的透氧性。
- 良好的紫外线抵抗能力，但对酸和碱的抵抗力差。
- 溶于氯仿和其他氯代烃[2].
- 生物相容性，因此适用于医疗应用。
- 熔点175℃，玻璃化转变温度2℃。
- 拉伸强度40 MPa，接近聚丙烯。
- 沉在水中（而聚丙烯上浮），促进其在沉积物中的厌氧生物降解。
- 無毒性
- 熔化时比较不“粘”

## 历史
1925年，法国巴斯德研究所的微生物学家莫里斯·勒穆瓦涅(Maurice Lemoigne)在巨大芽孢杆菌中首次分离取得，并描述其特性。

## 生物降解
厚壁菌和变形菌可降解PHB。 芽孢杆菌属，假单胞菌属和链霉菌属可降解PHB。